# لوکا مارینلی
لوکا مارینلی (انگلیسی: Luca Marinelli؛ زادهٔ ۲۲ اکتبر ۱۹۸۴) هنرپیشه اهل ایتالیا است. او در سال ۲۰۱۹ برای بازی در فیلم مارتین ادن برندهٔ جام ولپی بهترین بازیگر مرد هفتاد و ششمین دوره جشنواره بین‌المللی فیلم ونیز شد.
از فیلم‌ها یا برنامه‌های تلویزیونی که وی در آن نقش داشته‌است می‌توان به زیبایی بزرگ، به من می‌گویند جیگ، رنگین کمان: یک موضوع خصوصی و مارتین ایدن اشاره کرد.